# Campo Santo Teutonico
Campo Santo Teutonico (službeno Campo Santo dei Teutonici e dei Fiamminghi – Friedhof der Deutschen und der Flamen) je ustanova u Vatikanu koja u različitim oblicima potječe iz doba Karla Velikoga.  
Danas Campo Santo Teutonico, uz njemačko groblje koje je u potpunosti okruženo zidom i jedino unutar zidina Vatikana, čine tri sastavnice: L’Arciconfraternita di Santa Maria della Pietà nel Campo Santo dei Teutonici e Fiamminghi osnovana 1450., Papinski njemački Collegio Teutonico di Santa Maria in Campo Santo od 1876. te Römisches Institut der Görres-Gesellschaft od 1888. godine.
Zbog svojih povijesnih korijena, izraz teutonico ne uključuje samo današnje Nijemce (talijanski tedeschi, jednina tedesco), već sve koji žive u povijesnom njemačkom kulturnom području, tj. Austrijance, Južne Tirolce, Alzašane, Švicarce koji govore njemački, Lihtenštajnce, Luksemburžane i Belgijance koji govore njemački; "Fiamminghi" uključuje flamanski i nizozemski jezik.

## Povijest
Na mjestu današnjeg groblja, koje se u ranom srednjem vijeku proširilo znatno sjevernije, za vrijeme Rimskog Carstva vjerojatno je postojao Kaligulin i Neronov cirkus, u kojem su, prema spisima Tacita, stotine osoba umrle kao mučenici tijekom progona kršćana, a prema predaji i apostol Petar.

### Nesigurni prvi izvori
Ksenodohija i dijakonija koje su već postojale u Rimu kao društvene ustanove bile su prikladne za zbrinjavanje hodočasnika koji su kratko boravili u gradu i na grobovima apostola, ali ne i hodočasnika koji su se nešto duže nastanjivali na odredištu svog hodočašća. Zbog toga su, prema mišljenju Debre J. Birch, nastale četiri scholae peregrinorum, koje su osnovane oko crkve svetog Petra: schola saxonum, schola langobardorum, schola frisiorum i schola francorum. Iako su one bile blizu Bazilike sv. Petra, bile su izvan gradskih zidina. Tek nakon invazije Saracena 846. i one su zaštićene zidom te su od tada dijelom zidina Leona IV. Povjesničar Albrecht Weiland karakterizira scholae kao hodočasničke kolonije grupirane oko određene crkve, kao zasebna naselja okružena zidinama.
Ove su škole nastajale tijekom VIII. stoljeća, točna datacija je teško procjenjiva zbog nedostatka preciznijih izvora. Jedan dokument, iako krivotvoren, navodi da je Karlo Veliki osnovao scholu 22. prosincu 797. U svom eseju o Karlu Velikom, Rudolf Schieffer godinu 787. identificira kao najvjerojatniji datum utemeljenja: u opisu života pape Leona III. schola postoji već 799., a Würzburški rukopis iz 9. stoljeća potvrđuje Karla Velikog kao utemeljitelja. Iz toga Schieffer zaključuje da se utemeljenje moralo dogoditi tijekom jednog od tri prethodna Karlova putovanja u Rim 774., 781. ili 787. godine. Izabrao je posljednji od ova tri moguća datuma jer je Karlov pouzdanik, opat Fulrad, imao "bolnicu" u blizini Bazilike svetoga Petra. Darovnica je obnovljena 781., a Fulrad je umro 784. godine. Schieffer prihvaća Fulradovu "bolnicu" kao preteču schole francorum, koja je "uspostavljena" kao Schola francorum u svojevrsnom ratifikacijskom aktu tijekom Karlova prvog posjeta Rimu nakon Fulradove smrti.

### Procvat u 9. stoljeću
Vjerojatno nikada neće biti konačne sigurnosti o utemeljenju, ali je daljnji razvoj bolje dokumentiran. Scholae peregrinorum bile su opremljene: bolnicom za prihvat stranaca, gdje su se mogle njegovati oboljele osobe, crkvom za slavljenje bogoslužja i mise zadušnice te grobljem za pokapanje mrtvih. Još nije jasno jesu li sve tri komponente bile prisutne u sve četiri scholae, no to je vrlo vjerojatno.
Gledajući falsificirani temeljni dokument (pa i ako je dokument objektivan falsifikat, to ne znači da se njegov prijavljeni sadržaj mora potisnuti u carstvo bajki. Schieffer pretpostavlja da su svećenici schole možda izgubili pravi dokument tijekom Saracenske oluje 846.), može se zaključiti da su sve komponente bile prisutne na području schole francorum. Dokument tvrdi da je papa Leon sagradio crkvu Svetog Spasitelja u blizini Petrove bazilike te da ju je poklonio Karlu Velikom. Svrha schole bila je osigurati prikladan pokop za "ultramontane" (za ljude koje dolaze s druge strane Alpa) i služiti hodočasnicima iz Franačke, Akvitanije i Galije, tri Karlova kraljevstva. Izvori nam ništa ne govore o točnom ustroju službe hodočasnicima i umrlima niti o pitanju jesu li bivali zbrinuti i drugi siromasi i bolesnici itd.
Da bi se pratio daljnji razvoj scholae, često se treba oslanjati na pretpostavke i zaključke iz relativno oskudnih izvora. Birch kaže da su scholae postigle znatnu veličinu i bile su više stabilne hodočasničke zajednice nego tek kompleks s crkvom, bolnicom i grobljem. Još od IX. stoljeća rad schola s hodočasnicima traje do 16. stoljeća, a nakon toga su izvještaji sve rjeđi. Poznata je papinska bula iz godine 854., koja crkvu Svetog Spasitelja samostana sv. Martina daje na upravljanje svećenistvu. Krivotvoreni dokument o osnivanju, Schieffer datira u dva desetljeća prijelaza tisućljećai, Birch nešto kasnije u razdoblje između 1031. i 1053. godine, pa je schola morala djelovati i u to vrijeme, baš kao i u drugoj polovici XI. stoljeća.

### Neizvjestan daljnji razvoj
U dvije papinske bule schola je ponovno tema. 1053. Leon IX. potvrđuje da pripada samostanu Sv. Martina. Franačka schola je pokapala hodočasnike s područja sjeverno od Alpa, Saksonska schola hodočasnike iz Engleske, a Lombardijska škola hodočasnike s talijanskog poluotoka. Naposljetku, Grgur VII. ponovno se osvrnuo na Scholu Francorum kada je 1081. odredio da se novčana davanja iz sjevernoalpskog područja obećana u dokumentu o osnivanju schole ubuduće koriste za opću dobrobit Apostolske Stolicei.
Nije jasno u kojoj su mjeri te novčane naknade stvarno koristile scholi prije, ali ovo lišavanje financijske osnove možda je bilo početak njezinog propadanja. Posljednji put schola se neizravno spominje 1141. godine; te će se godine prepisati osnivačka povelja, pa se može pretpostaviti da je u to vrijeme u scholi još bilo aktivnosti. Posljednje svjedočanstvo koje crkvu, scholu i groblje smatra cjelinom je bula pape Inocenta VI. iz godine 1360., u kojoj je kao i 1053. potvrđena bula pape Leona iz 854. godine.

### Pad i ponovna uspostava
Ubrzo nakon posljednje vijesti o kompleksu Schole Francorum iz 1360. godine, posjed je vjerojatno počeo propadati. Osim bilješke u cenzualiju kaptola sv. Petra iz 1390. godine, prema kojoj je crkva bila vrlo zapuštena, tradicija se obnavlja tek sredinom 15. stoljeća, ponovnim povratkom papa u Rim i oživljavanjem važnosti grada Rima.
Značajna je i godina 1454., jer iz bule Nikole V. saznajemo o Gottfriedu von Wayu, koji je dao obnoviti Crkvu Svetog Spasitelja o svom trošku do 1452. godine. Iste 1454. godine započinje institucionalizirana povijest današnjeg Campo Santo Teutonico osnivanjem bratstva: Bruderschaft der christgläubigen Seelen und armen Christen. Dana 29. prosinca 1454., Petrus Licht, rođen u Njemačkoj, Bartholomäus Dinstman i Johannes Lichtenfelser sastali su se na području bivše schole i osnovali bratstvo zajedno s devet drugih kurijala koji su govorili njemački.
U dokumentu o osnivanju detaljno se bilježi neposredna prapovijest prostora nekadašnje škole: Friedrich Frid iz Magdeburga vlastitim je sredstvima sagradio malu kuću na groblju i preuzeo funkciju grobara. Oko 1440. on je s drugim govornicima njemačkog jezika od ostataka oronule bolnice obnovio malu marijansku kapelicu, tzv. "secunda capella", koja je služila za uzdržavanje siromaha i hodočasnika. Osim toga, pomoćni biskup Johannes Goldener, s duhovne strane, je već oko 1450. pokrenuo privatne molitvene procesije u području schola.
U desetljećima koja su uslijedila, morali su se svladati određeni otpori prije nego što je bratovština stvarno uspostavljena i pokrenula svoje djelatnosti u Campo Santu. Pravna situacija na području Campo Santo bila je više nego komplicirana: još je postojala stara crkva Svetog Spasitelja, uz nju već spomenuta Marijina kapela koju je sagradio Frid 1440-ih. Nakon povratka u Rim 1443. godine, papa Eugen IV. je umjesto starijih zgrada sagradio bolnicu za žene, sa sobama za osoblje. Između ostalog, od oko 1446. na groblju je postojala crkvica, "prima ecclesia", koja je bila posvećena svetom Grguru.
Crkva Svetog Spasitelja ušla je u opću konkurenciju s drugim institucijama za preuzimanje odgovornosti za ukope i pastoralnu skrb na Campo Santo. Marijinu kapelu vodila je bratovština sa svojim kapelanom. Bolnica za žene (kojoj je oko 1455. dodana ubožnica) došla je pod vlast osobe koju je slao Santo Spirito in Sassia, a prima ecclesia i stvarno groblje ostali su pod jurisdikcijom Kaptola Sv. Petra.

### Osnivanje Bratovštine
Prvih desetljeća, do 1513., bratstvo pri Campo Santo je nastojalo nadoknaditi različita prava i stvoriti vlastite kapacitete da ispuni svoje zadatke: Radilo se, prije svega, o sporovima protiv institucije Santo Spirito kako bi se natjeralo da bratstvo pri Campo Santo može preuzeti brigu o siromašnima i bolesnima te sporovima s Kapitulom Sv. Petra glede odgovornosti za groblje i crkvu.
Godine 1472. bratovština je uspjela steći prava na Santo Spirito, ali bolnica se ne spominje sve do 1493. godine. Vjeruje se da se tijekom tog vremena bratovština smjestila i pomagala potrebitima u drugim bolnicama u gradu. Tek 1511. godine izvori govore o izgradnji nove bolnice na području Campo Santo. Bile su potrebne još dvije godine prije nego što je bratovština uspjela ostvariti svoje duhovne i dobrotvorne ciljeve. Nakon što je prijetio sukob s institucijom zgrada Santo Spirito i oko Fridove Marijine kapele, bratovština je 1476. odlučila sagraditi vlastitu crkvu, no to je ubrzo zaustavljeno. Tek nakon što je papa Aleksandar VI. 1495. izdao oprosnicu za pristaše gradnje, nova je zgrada brzo napredovala. Godine 1500. Marijina kapela je srušena, a posvećena je nova crkva, koja postoji i danas. Napokon su 1513. prava Kaptola sv. Petra konačno izmijenjena. Nakon toga, Campo Santo je brzo razvio veliku privlačnost kao grobno mjesto zbog svoje blizine grobu apostola Petra, a bratstvo je također postalo glavni integrativni čimbenik njemačke zajednice u Rimu.

### Moderna
Nadbratovština, koja od 1576. godine nosi naziv Nadbratovština Naše Gospe Žalosne Nijemaca i Flamanaca, je udruga s članstvom prema kanonskom pravu i vlasnik je cijelog Campo Santa. Članovi mogu postati katolici njemačkog i flamanskog materinjeg jezika koji žive u Rimu ili u njegovoj bližoj okolici, i to svećenici i laici, žene i muškarci (maksimalna dob pri ulasku 60 godina). Nadbratovština ima upravni odbor, kamerlenga, vicekamerlenga i još četiri člana. Statuti koje je odobrila Sveta Stolica reguliraju članstvo i dužnosti odbora te izbor službi koji se održava svake tri godine. Također se opisuju dužnosti i prava članova. Članovi imaju slobodan pristup groblju. Pod određenim uvjetima imaju i pravo biti ukopani na groblju te mogu otkupiti grobno mjesto. Kandidate regrutiraju članovi Nadbratovštine. O prijemu odlučuje Upravni odbor. Probna godina, novicijat, je obvezna i završava svečanim primanjem na uočnicu svetkovine Bezgrešnog začeća (7. prosinca). Muškarci laici tada dobivaju crni "sacco", žene i svećenici medalju na vrpci.
Od 1872. Anton de Waal služio je kao vicerektor, a od 1873. kao rektor Campo Santo Teutonica. Nadbratovštini je dao nove statute i dao obnoviti i crkvu i groblje. Godine 1876. transformirao je bratovštinu te je osnovao i svećenički kolegij koji postoji i danas (od 2010. Pontificio Collegio Teutonico) te je započeo s osnivanjem posebne knjižnice i zbirke ranokršćanske umjetnosti.
Društvo Görres (Görres-Gesellschaft) pridružilo se 1888. i tamo još uvijek živi rimski institut toga društva (RIGG). Institut Görres i zavod zajednički održavaju knjižnicu Campo Santo Teutonico i arhive nadbratovštine i zavoda. Od 1953. godine zajednički izdaju rimski tromjesečnik za kršćansku arheologiju i crkvenu povijest (Römische Quartalschrift für Christliche Altertumskunde und Kirchengeschichte), utemeljen 1887. godine.

### Od 20. stoljeća
U ožujku 2019., nakon anonimne dojave, rodbina Emanuele Orlandi, koja je nestala 1983., zahtijevala je da se otvore dva groba na Campo Santo Teutonico kako bi se provjerilo nalaze li se tamo ostaci Emanuele Orlandi. Tijekom pretrage pokazalo se da su dotični grobovi prazni, odnosno, prema informacijama iz Vatikana, da sve kosti u tim grobovima potječu iz razdoblja prije kraja 19. stoljeća.

## Privatno vlasništvo nadbratovštine
Kao nasljednici carskog protektorata, njemački i austrijski veleposlanici pri Svetoj Stolici također pripadaju Upravnom odboru Nadbratovštine po svojoj dužnosti (kao "rođeni članovi"). Campo Santo Teutonico privatno je vlasništvo Nadbratovštine. Nalazi se na ekstrateritorijalnom teritoriju Italije i nije na teritoriju Vatikana, ali je dobio ekstrateritorijalnost 1929. godine sklapanjem Lateranskog ugovora i stvaranjem države Grada Vatikana. Do stupanja na snagu statuta iz 2003. Campo Santo Teutonico imao je i duhovnog patrona, obično nekog od kardinala Kurije. Od tada je pokrovitelj bratovštine predsjednik Njemačke biskupske konferencije. Rektora imenuje Papin generalni vikar za Vatikan na šest godina u dogovoru s prefektom Dikasterija za kulturu i obrazovanje, na prijedlog predsjednika Njemačke biskupske konferencije nakon savjetovanja s predsjednikom Austrijske biskupske konferencije i Izvršnog odbora Nadbratovštine.
Rektori
- 1863-1864: Hermann Ernst Plassmann
- 1864-1870: Philipp Muller
- 1870-1872: Carl Janig
- 1873-1917: Anton de Waal
- 1920-1930: Emmerich David
- 1931-1954: Hermann Maria Stoeckle
- 1954-1962: August Schuchert
- 1963-1970: Johannes Emil Gugumus
- 1970-1974: Bernhard Hanssler
- 1975.-2010.: Erwin Gatz
- 2010.-2022.: Hans-Peter Fischer
- 2022.-

## Papinski kolegij Teutonico di Santa Maria in Campo Santo
Godine 1876. na tom je mjestu osnovano svećenički kolegij (Collegio Teutonico di Santa Maria in Campo Santo) u kojem žive i studiraju svećenici i zaposlenici Svete Stolice iz zemalja njemačkog govornog područja. Od samih početaka kolegij je otvoren i za nekoliko članova laika.
Novo krilo zgrade je 1962.-1966. izgradio arhitekt Silvio Galizia. Tijekom iskapanja i kopanja temelja otkriven je neobično snažan dotok podzemne vode s vatikanskog brežuljka, otkriveni su srednjovjekovni građevinski ostaci, uključujući kosturnicu od 50m3. Osim toga, temeljni stupovi morali su biti ukopani do prosječne dubine od 26 m, a u nekim slučajevima i do 31 m. Novi kolegij otvoren je 8. kolovoza. Obnovljiteljski radovi završeni su u svibnju 1966.
U ožujku 2010. papa Benedikt XVI. dao mu je titulu papinskoga kolegija (Pontificio Collegio). Od 8. prosinca 2010. do 8. prosinca 2022. godine rektor je bio prelat Hans-Peter Fischer. Knjižnica Campo Santo Teutonico članica je Udruženja katoličkih teoloških knjižnica (AKThB).
Od 1920. su u Campo Santu djelovale sestre Kongregacije sestara kršćanske ljubavi (“Mallinckrodt-Schwestern”). Godine 2013. naslijedile su ih Sestre Božanskog Otkupitelja (“Niederbronn Sisters”), a od 2020. sestre Krista Kralja.

## Groblje
Groblje je od početka bilo namijenjeno svakom hodočasniku iz Svetog Rimskog Carstva koji se s hodočašća nije mogao vratiti kući. Međutim, s vremenom su u Campo Santu pokopane i neke slavne osobe koje su živjele i umrle u Rimu. Danas pravo na ukop imaju svi članovi Nadbratovštine i nekih redovničkih zajednica njemačkog podrijetla. Od 15. stoljeća na groblju je oko ukopano oko 1400 osoba čija su imena sačuvana.
Između ostalih, umjetnici Joseph Anton Koch, Wilhelm Achtermann i Johann Martin von Rohden, teolog Anton de Waal, etnolog iz Saarlanda P. Michael Schulien SVD, svećenik misionar i biskup Johann Baptist von Anzer SVD, kršćanski arheolog Joseph Wilpert, arheolozi Ludwig Curtius i Engelbert Kirschbaum SJ, arheologinja Hermine Speier, arheologinja i numizmatičarka Sibylle Mertens-Schaaffhausen, crkvena povjesničarka Eva-Maria Jung-Inglessis, pisci Stefan Andres i Johannes Urzidil te rektor svećeničkog zavoda Santa Maria dell'Anima i naslovni biskup Aela Alois Hudal te redovnica s. Pascalina Lehnert, nekadašnja pomoćnica pape Pija XII. Iz njemačkog plemstva potječu princeza Carolyne zu Sayn-Wittgenstein, partnerica skladatelja Franza Liszta, princ Georg od Bavarske, barun Edmund Raitz von Frentz i Constantin von Hecht (1829.-1854.)
Posmrtni ostaci teologa i političara Ludwiga Kaasa, koji je ovdje prvotno pokopan 1952. godine, na zahtjev Pija XII. prebačen su 1957. ispod Bazilike Svetog Petra zbog njegovih zasluga u iskapanjima pod svetim Petrom. Austrijski slikar Gebhard Flatz stavio je epitaf na Campo Santo Teutonico za svoju suprugu Marie Felicitas Freiin von Foullon-Norbeck, koja je umrla mlada. Neki od starijih nadgrobnih spomenika čuvaju se u maloj grobljanskoj kapeli u jugoistočnom kutu groblja, uključujući najstariji sačuvani na groblju, za Junkera Hansa III. zu Rodensteina, koji je umro u Rimu Svete godine 1500.
Danas je groblje zelena oaza i popularno među njemačkim zaposlenicima Rimske kurije za molitvu i šetnju. Vrata crkve Campo Santo, koja je naručio tadašnji predsjednik Savezne Republike Njemačke Theodor Heuss, a izradio kipar Elmar Hillebrand, svečano su otvorena 1959. godine. Campo Santo Teutonico i danas redovito posjećuju njemački državnici pri dolasku u Svetu Stolicu.

## CrkvaSanta Maria della Pietà
Crkva Santa Maria della Pietà, posvećena 1501. godine, izgrađena je u trezvenom renesansnom stilu i obnovljena u 17. stoljeću. Stoljeća je bila ukrašena u baroknom stilu s kipovima i stropnim freskama. Zbog smanjenja njemačkog stanovništva u Rimu, crkva je dugo propadala i obnovljena je tek krajem 19. stoljeća. Ukrašena je i novim prozorima u boji. Od 1972. do 1975. opsežno je restaurirana. Kardinal Ratzinger redovito je služio ranu misu na njemačkom jeziku u crkvi četvrtkom prije nego što je izabran za papu. Kasnije tu misu predvodi kardinal Kurt Koch.
Crkva ima približno kvadratni tlocrt 23.5×21,6 m. Njezina je unutrašnjost podijeljena na devet polja, koja su raspoređena oko središnjeg križa i podijeljena stupovima povezanim arkadama. Crkva ima veću apsidu na jugu i samo naznačenu apsidu na sjeveru. Lađa čini otprilike polovicu ukupnog prostora, pa su bočne površine znatno manje, a kutne površine najmanje. Strop je izveden kao križni svod. Izvorno su oba kutna polja na južnoj strani bila projektirana kao bočne kapele, danas je tu Švicarska kapela, posvećena Švicarskoj gardi, u jugoistočnom uglu crkve. Koristila ju je Švicarska garda za bogoslužje i kao mjesto ukopa za glavne odgovorne i njihove obitelji, o čemu svjedoče brojni nadgrobni spomenici na zemlji. I danas kapelan Švicarske garde povremeno slavi misu za gardiste u ovoj crkvi.

## Posjetitelji, turisti i hodočasnici
Pristup Campo Santo Teutonico kroz Vatikan dostupan je svakog dana od 7 do 13 sati te za bogoslužja. Posjetitelji se trebaju najaviti Švicarskoj gardi na vratima južno od Bazilike svetog Petra između kolonada i Palazzo del Sant'Uffizio i zatražiti pristup njemačkom groblju ili Campo Santo Teutonico. Misa je nedjeljom u 10 sati, a od ponedjeljka do petka u 7 sati na njemačkom (srijedom na latinskom, subotom u 8 sati na talijanskom). Grupe hodočasnika s njemačkog govornog područja imaju mogućnost u crkvi Santa Maria della Pietà slaviti bogoslužje sa svojim svećenikom u pratnji, nakon što se unaprijed najave.

## Vanjske poveznice
- Početna stranica Campo Santo Teutonico
- Campo Santo na stranicama Svete Stolice
- Tekst o Campo Santo Teutonico iz Ohlsdorfa
- Web stranica Rimskog instituta društva Görres (RIGG)